# Zajączek (skała)

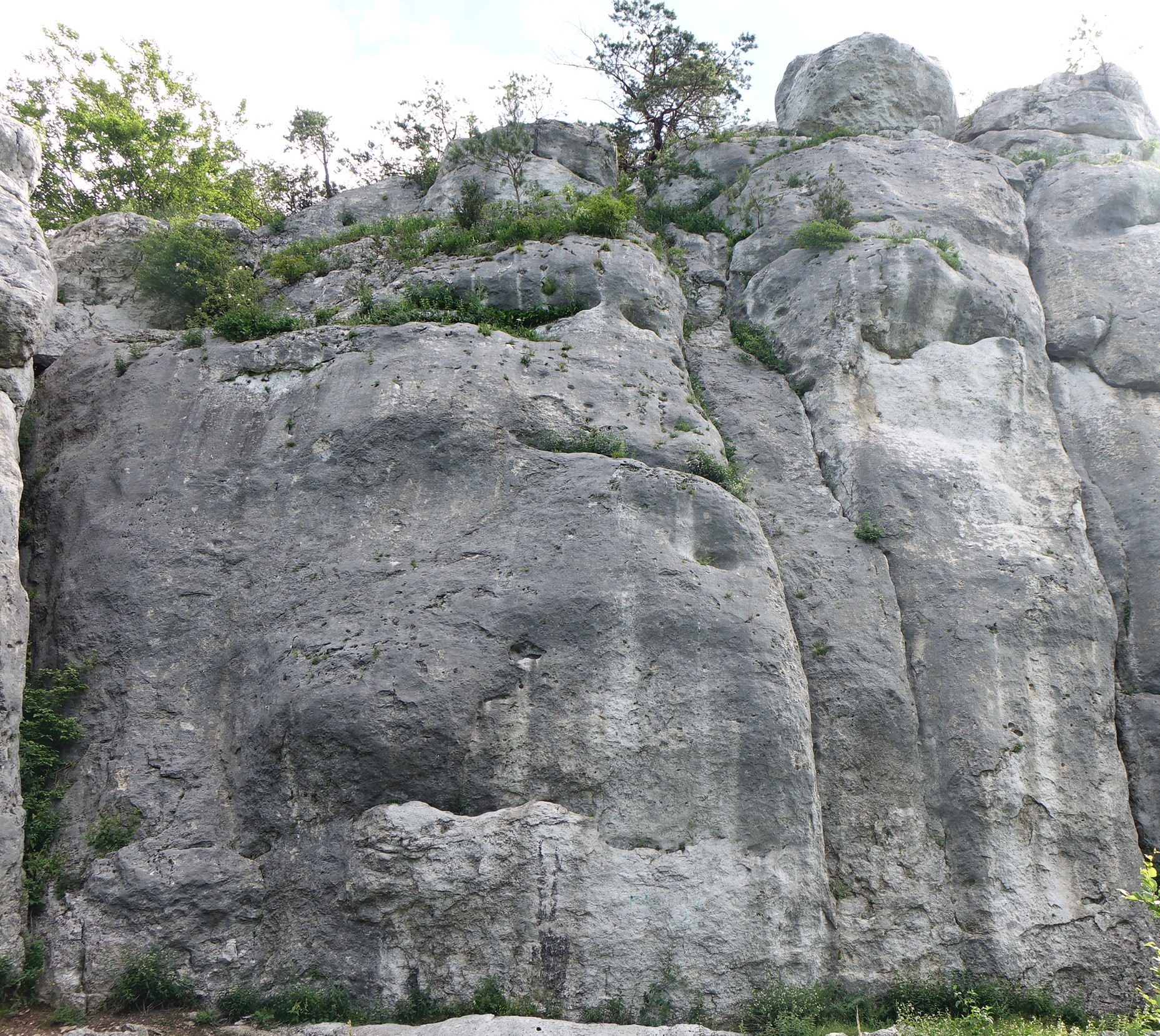
Zajączek

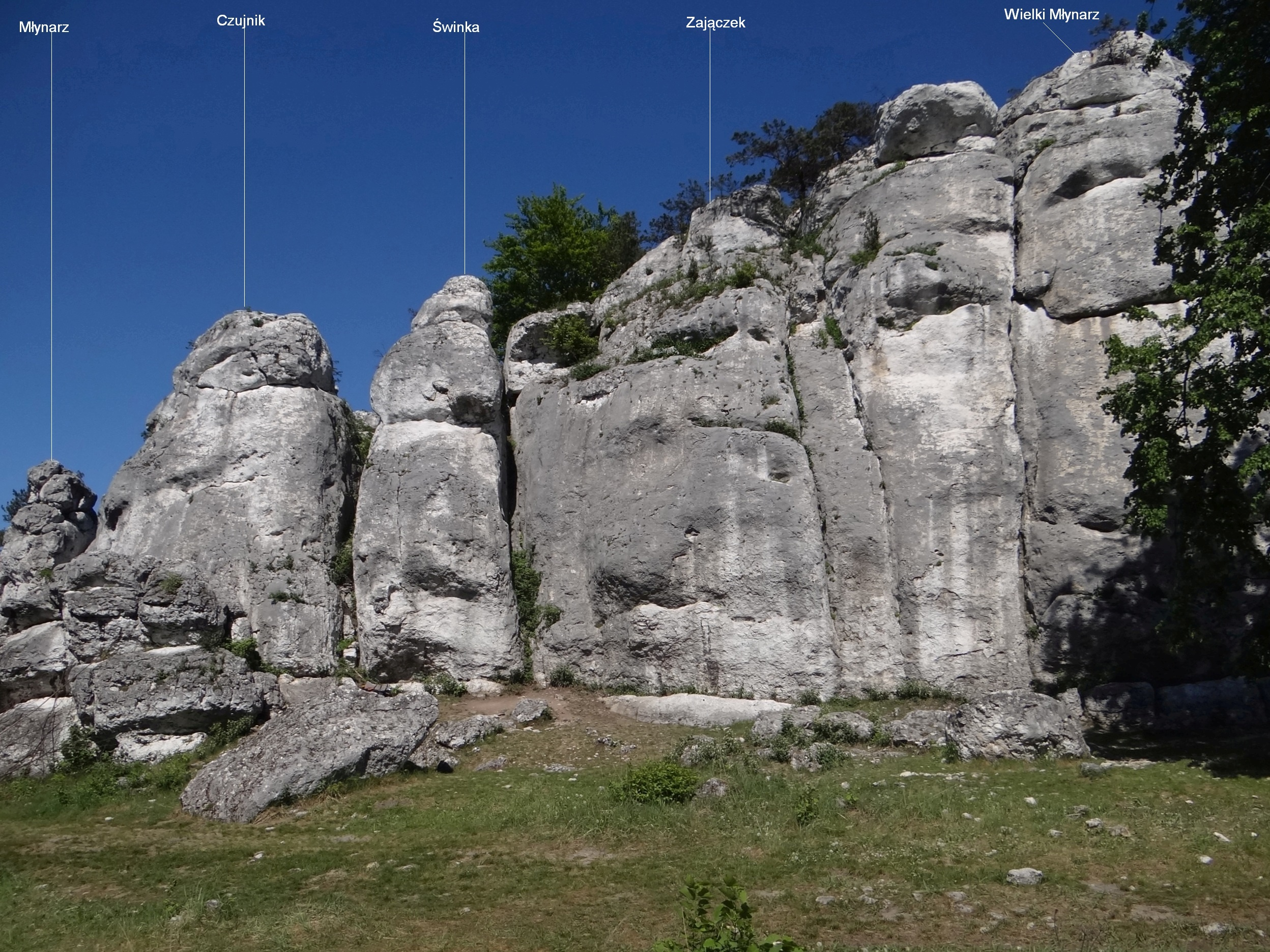
Młynarze

Zajączek – skała na wzniesieniu Góra Zborów w miejscowości Kroczyce w województwie śląskim, w powiecie zawierciańskim, w gminie Kroczyce. Wzniesienie to należy do tzw. Skał Kroczyckich i znajduje się w obrębie Rezerwatu przyrody Góra Zborów na Wyżynie Częstochowskiej.
Zajączek znajduje się pomiędzy Świnką i Wielkim Młynarzem w grupie skał zwanej Młynarzami. Zbudowany jest z wapieni, ma wysokość 12 m i znajduje się na otwartym terenie. Na portalu wspinaczy skalnych opisany jest jako Młyny I. Uprawiana jest na nim wspinaczka skalna i wśród wspinaczy skała ta jest bardzo popularna. Poprowadzili na niej 6 dróg wspinaczkowych o trudności od VI do VI.3 w skali polskiej. Na wszystkich zamontowano stałe punkty asekuracyjne; ringi (r) i stanowiska zjazdowe (st).

## Drogi wspinaczkowe
1. Tindri; 3r + st, VI.3
2. Lewy Zajączek; 4r + st, VI+
3. Środkowy Zajączek; 5r + st, VI.1
4. Prawy Zajączek; 5r + st, VI+
5. Oda do młodości; 4r + st, VI.3
6. Starcze deliberacje; 4r + st, VI.2+/3[1].

## Piesze szlaki turystyczne
Obok Zajączka prowadzą 2 szlaki turystyczne.
 Szlak Orlich Gniazd: Góra Janowskiego – Podzamcze – Karlin – Żerkowice – Morsko – Góra Zborów – Zdów-Młyny – Bobolice – Mirów – Niegowa.
 Szlak Rzędkowicki: Mrzygłód – Myszków – Góra Włodowska – Rzędkowickie Skały – Góra Zborów (parking u stóp góry)